# Klarmühle
Klarmühle ist ein Gemeindeteil der Gemeinde Ehingen im Landkreis Ansbach (Mittelfranken, Bayern). Klarmühle liegt in der Gemarkung Lentersheim.

## Geografie
Die Einöde liegt am Moosgraben, der 500 Meter weiter südlich als linker Zufluss in den Lentersheimer Mühlbach mündet, der ein linker Zufluss der Wörnitz ist. Unmittelbar nördlich des Ortes befindet sich der Klarweiher, der als Badeweiher genutzt werden kann, und ein Campingplatz. 0,5 km nördlich erhebt sich der Klarberg (ca. 474 m ü. NHN).
Eine Gemeindeverbindungsstraße führt am Klarhof vorbei zur Kreisstraße AN 47 (0,7 km südlich), die nach Lentersheim (1,8 km westlich) bzw. nach Unterschwaningen zur Staatsstraße 2221 verläuft (0,8 km östlich).

## Geschichte
Klarmühle lag im Fraischbezirk des ansbachischen Oberamtes Wassertrüdingen. Gegen Ende des 18. Jahrhunderts gab es eine Untertansfamilie, die auf der Mühle saß. Grundherr des Anwesens war das Kastenamt Wassertrüdingen. Von 1797 bis 1808 unterstand der Ort dem Justiz- und Kammeramt Wassertrüdingen.
Infolge des Gemeindeedikts wurde Klarmühle dem 1809 gebildeten Steuerdistrikt und der Ruralgemeinde Lentersheim zugewiesen. Im Zuge der Gebietsreform in Bayern wurde Klarmühle am 1. Mai 1978 nach Ehingen eingemeindet.

### Einwohnerentwicklung
| Jahr      | 001818 | 001840 | 001861 | 001871 | 001885 | 001900 | 001925 | 001950 | 001961 | 001970 | 001987 |
| Einwohner | *6     | *14    | *20    | †      | †      | †      | †      | †      | 6      | 5      | 2      |
| Häuser    | *2     | *2     |        |        | †      | †      | †      | †      | 1      |        | 1      |
| Quelle    | [ 11 ] | [ 12 ] | [ 13 ] | [ 14 ] | [ 15 ] | [ 16 ] | [ 17 ] | [ 18 ] | [ 19 ] | [ 20 ] | [ 1 ]  |

## Religion
Der Ort ist evangelisch-lutherisch geprägt und bis heute nach St. Michael (Lentersheim) gepfarrt. Die Einwohner römisch-katholischer Konfession waren ursprünglich nach Beatae Mariae Virginis (Großlellenfeld) gepfarrt, heute ist die Pfarrei Heilig Geist (Wassertrüdingen) zuständig.